# Osteopilus ocellatus
Espèce
Synonymes
- Rana ocellata Linnaeus, 1758
- Hyla brunnea Gosse, 1851
- Osteopilus brunneus (Gosse, 1851)
- Trachycephalus scutigerus Cope, 1863

Statut de conservation UICN

 LC  : Préoccupation mineure
Osteopilus ocellatus est une espèce d'amphibiens de la famille des Hylidae.

## Répartition
Cette espèce est endémique de Jamaïque. Elle se rencontre jusqu'à 1 500 m d'altitude,.

## Publication originale
- Linnaeus, 1758 : Systema naturae per regna tria naturae, secundum classes, ordines, genera, species, cum characteribus, differentiis, synonymis, locis, ed. 10 (texte intégral).